# Den döda arméns general
Den döda arméns general, Gjenerali i ushtrisë së vdekur, är en roman av den albanske författaren Ismail Kadaré. Utgiven 1963 och ett av hans mest kända verk.

## Handling
En italiensk general återkommer till Albanien många år efter Italiens ockupation av landet. Hans uppdrag är att hämta hem stoftet efter stupade italienska soldater, varför han tillsammans med en präst beger sig till de gamla slagfälten i bergen. Uppgiften försvåras när en tysk general dyker upp med samma uppdrag.

## Utgåvor på svenska
- 1973 - ISBN 91-0-039135-2
- 1973 - ISBN 91-0-038971-4
- 2001 - ISBN 91-0-057756-1